# Skogssnyltgeting
Skogssnyltgeting (Dolichovespula omissa) är en getingart som först beskrevs av Gottlieb Wilhelm Bischoff 1931. Den ingår i släktet långkindade getingar och familjen getingar.  Inga underarter finns listade i Catalogue of Life.

## Utseende
Arten är en medelstor geting med en kroppslängd på mellan 15 och 17 mm för honorna, 14 till 16 mm för hanarna (arten har inga arbetare). Den har svart grundfärg med gula ben och gula markeringar på mellankroppen och bakkroppen (på den senare i form av tvärband).

## Ekologi
Arten förekommer i mindre skogar, skogsbryn och på öppna fält. Arten är en social parasit, där honan tränger in i bon av skogsgeting, dödar den gamla drottningen och låter arbetarna i det övertagna boet ta hand om sin avkomma.
Flygtiden varar från mitten av juni till september, under vilken arten gärna besöker bland annat persiljeblommor. Unga getingar börjar uppträda i mitten av juli.

## Utbredning
Skogssnyltgetingen förekommer i Skandinavien, sällsynt i västra Centraleuropa och mera allmänt i norra Sydeuropa. Arten har även påträffats i Turkiet. I Sverige, där arten är klassificerad som livskraftig ("LC") även om den är sällsynt, förekommer den främst i Uppland, men även i Västergötland, Östergötland, Dalarna och Västerbotten samt med enstaka fynd från Gästrikland söderöver till Småland och längs västkusten från Bohuslän till Skåne. I Finland, där arten har observerats längst i söder, är den rödlistad som sårbar ("VU").